# Лаченс, Элизабет
Элизабет Лаченс (встречается транскрипция Лютенс (англ. Elisabeth Lutyens, 9 июля 1906, Лондон — 4 апреля 1983, там же) — британский композитор.

## Биография
Отец — известный архитектор Эдвин Лаченс, мать — Эмили Литтон, дочь военного, спортсмена и художника Невилла Бульвер-Литтона. В их доме с 1911 жил Джидду Кришнамурти. Элизабет начала сочинять музыку в 9 лет. В 1922 занималась в Нормальной школе музыки в Париже. В 1923 сопровождала мать в Индию. Вернувшись в Великобританию, брала уроки у Джона Фоулдса и закончила Королевский колледж музыки (1926—1930), где училась у Гарольда Дарка. В 1933 вышла замуж за певца-баритона Йена Гленни, родила ему троих детей. В 1938 рассталась с ним, вышла замуж за дирижёра и продюсера Би-би-си Эдварда Кларка, ученика Шёнберга.

## Творчество
Главными композиторами для Лаченс (именно в таком порядке) были Антон Веберн, Дебюсси и Бетховен. Среди современников она высоко ценила Стравинского и сохраняла с ним дружеские отношения. Дружила с Луиджи Даллапиколой, Хансом Эйслером, Уильямом Уолтоном. Внесла в британскую музыку Шёнберговский сериализм. Вместе с тем, не воспринимала и не принимала сериализм как жесткую догму.
Активно сочиняла киномузыку, став первым британским композитором-женщиной, постоянно писавшей для кино, причем как для художественного, так и для документального, как для авангардного, так и для лент категории В. Работала на киностудии Hammer Film Productions, но сочиняла и для их конкурентов Amicus Productions, обе фирмы специализировались на хорроре; Лаченс даже в шутку прозвали Королевой ужасов (другим её, более фамильярным прозвищем было Лиззи двенадцать тонов). За 29 лет сотрудничества с кино Лаченс написала музыку к 29 фильмам.
Кантата Лаченс на стихи Рембо (1947) имела успех. Но в целом её произведения трудно воспринимались коллегами, критикой и публикой, и относительная известность пришла к композитору лишь в 1960-е годы. К счастью, эти же годы стали и временем наиболее активного сочинительства Лаченс. В этот период она, кроме того, частным образом занималась со многими британскими композиторами (М.Уильямсон, Роберт Сакстон и др.), ставшими её учениками. И все же некоторые сочинения Лаченс, в том числе — мотет для хора на текст трактата Людвига Витгенштейна, были исполнены только в семидесятые годы, а выходят в записи только сейчас.
Её музыка повлияла на творчество Х.Бёртуистла, П. М. Дэвиса, Александра Гёра, Ричарда Родни Беннета.

## Избранные сочинения

### Камерная музыка
- String Quartet I, op.5 no.1 (1937)
- String Quartet II, op.5 no.5 (1938)
- String Trio, op.5 no.6 (1939)
- Chamber Concerto I, op.8 no.1 for 9 instruments (1939-1940)
- String Quartet III, op.18 (1949)
- Concertante for five players, op.22 (1950)
- String Quartet VI, op.25 (1952)
- Прощание/ Valediction for clarinet and piano, op.28 (1953—1954, памяти Дилана Томаса)
- Capriccii for 2 harps and percussion, op.33 (1955)
- Six Tempi for 10 instruments, op.42 (1957)
- Wind Quintet, op.45 (1960)
- String Quintet, op.51 (1963)
- Wind Trio, op.52 (1963)
- String Trio, op.57 (1963)
- Music for Wind, for double wind quintet, op.60 (1963)
- Plenum II for oboe and 13 instruments, op.92 (1973)
- Plenum III for string quartet, op.93 (1973)

### Вокальные и хоровые сочинения
- Ô saisons, Ô châteaux!, кантата на стихотворение Рембо, op.13 (1946)
- Requiem for the Living for soli, chorus and orchestra, op.16 (1948)
- Motet ‘Excerpta Tractatus-logico-philosophicus’ for unaccompanied chorus, op.27 (1951), на текст «Логико-философского трактата» Людвига Витгенштейна
- De Amore for soli, chorus and orchestra, op.39 (1957), на стихи Джеффри Чосера
- The Country of the Stars — Motet, op.50 (1963), на текст Боэция в переводе Чосера
- The Valley of Hatsu-Se for soprano, flute, clarinet, cello and piano, op.62 (1965), на стихи старых японских поэтов
- And Suddenly It’s Evening for tenor and 11 Instruments, op.66 (1965), на стихи Сальваторе Квазимодо
- Essence of Our Happinesses for tenor, chorus and orchestra, op.69 (1968), на тексты Абу Язида, Джона Донна и Рембо
- In the Direction of the Beginning for bass and piano, op.76 (1970), на стихи Дилана Томаса
- Anerca for speaker, 10 guitars and percussion, op.77 (1970), по эскимосской поэзии
- Requiescat for soprano and string trio, памяти Игоря Стравинского (1971), на стихи Уильяма Блейка
- Voice of Quiet Waters for chorus and orchestra, op.84 (1972)

### Инструментальные сочинения
- 5 Intermezzi for piano, op.9 (1941—1942)
- Piano e Forte for piano, op.43 (1958)
- Five Bagatelles for piano, op.49 (1962)
- The Dying of the Sun for guitar, op.73 (1969)
- Plenum I for piano, op.87 (1972)
- La natura dell’Acqua for piano, op. 154 (1981)

### Сочинения для малого оркестрового состава
- Chamber Concerto II for clarinet, tenor sax, piano and strings, op.8 no.2 (1940)
- Chamber Concerto III for bassoon and small orchestra, op.8 no.3 (1945)
- Chamber Concerto IV, for horn and small orchestra, op.8 no.4 (1946)
- Chamber Concerto V for string quartet and chamber orchestra, op.8 mo.5 (1946)
- Chamber Concerto VI (1948)
- Six Bagatelles, 113 (1976), for six woodwind, four brass, percussion, harp, piano (doubling celeste) & five solo strings

### Оркестровые сочинения
- Three Pieces, op.7 (1939)
- Three Symphonic Preludes (1942)
- Viola Concerto, op.15 (1947)
- Music for Orchestra I, op.31 (1955)
- Chorale for Orchestra ‘В честь Игоря Стравинского’, op.36
- Quincunx, for orchestra with soprano and baritone soli in one movement, op.44 (1959—1960), на текст трактата Томаса Брауна
- Music for Piano and Orchestra, op.59 (1963)
- Novenaria, op.67 no.1 (1967)

### Оперная и сценическая музыка
- День рождения инфанты, балет для оркестра, по Оскару Уайльду (1932)
- Мидас, балет для струнного квартета и фортепиано (1940)
- Infidelio — seven scenes for soprano and tenor, op.29 (1954)
- The Numbered — opera in a Prologue and four acts, по Элиасу Канетти, op.63 (1965—1967)
- Time Off? Not the Ghost of a Chance! — charade in four scenes, op.68 (1967-1968)
- Исида и Осирис — lyric drama, по Плутарху, op.74 (1969)
- The Linnet from the Leaf — music-theatre for singers and two instrumental groups, op.89 (1972)
- The Waiting Game — scenes for mezzo, baritone, actor and small orchestra, op.91 (1973)

### Киномузыка
- 1946 : The Way from Germany (короткометражный документальный)
- 1948 : Penny and the Pownall Case  (мистери)
- 1954 : Simon (реж. Петер Цадек, короткометражный)
- 1956 : Bermuda Affair (Эдвард Сазерленд)
- 1961 : Можно входить без стука (комедия)
- 1963 : Параноик (Фредди Фрэнсис)
- 1965 : Дом ужасов доктора Террора (Фредди Фрэнсис)
- 1965 : The Earth Dies Screaming (Теренс Фишер)
- 1965 : Череп (Фредди Фрэнсис)
- 1966 : Психопат (Фредди Фрэнсис)
- 1967 : Террорнавты (Монтгомери Тулли)
- 1975 : Mijn Nachten met Susan, Olga, Albert, Julie, Piet & Sandra (Пим Де ла Парра)

## Автобиография
- A goldfish bowl. London: Cassell, 1972

## Признание
Командор Ордена Британской империи (1969).